# Oldřich Dědek (herec)
Oldřich Dědek (13. dubna 1920 Nový Jičín – 5. srpna 1973 Praha) byl český zpěvák, herec a tanečník.

## Životopis
Studoval na obchodní akademii v Ostravě, získal pěvecké školení u L. Kadeřábka, E. Fierlingerové a T. Pattiery. Po odchodu do Prahy vystupoval v letech 1939 až 1941 s Tanečním orchestrem Jaroslava Maliny a B. Bryena.
Od roku 1941 působil jako elév v Národním divadle, v letech 1945 až 1948 ve Velké opeře 5. května. Po sloučení Velké opery 5. května s Národním divadlem zde působil jako člen opery (tenor buffo) v letech 1948–1951. V letech 1951–55 byl sólistou v Armádním uměleckém souboru Víta Nejedlého a Armádní opery. V sezoně 1956/7 působil jako činoherec v Divadle satiry, ale v roce 1959 ještě hostoval v opeře Národního divadla. 
Měl mimořádné fyzické dispozice a komické a pohybové vlohy, často prováděl i při zpěvu obtížné akrobatické cviky (např. ve Výletech páně Broučkových v roce 1948 ve Velké opeře 5. května zpíval zavěšen za nohy na hrazdě hlavou dolů ). Působil také v operetě a věnoval se estrádní činnosti.  Vystupoval s klavíristou a bývalým kapelníkem Jiřím Procházkou jako komické duo. Ve volném čase se věnoval kreslení a sochařství. 
Na gramodesky nahrával šlágry ze 30. a 40. let pod pseudonymem Oldřich Horský. V roce 1972 vystoupil v České televizi v silvestrovském pořadu jako jeden z vypravěčů anekdot.
Zemřel ve věku 53 let na selhání ledvin. Po mnoha zdravotních komplikacích byl v tu dobu již v invalidním důchodu. 

## Rodina
Měl jednu dceru, Marcelu, provd. Borgesovou. 

## Operní role, výběr
- 1942 Antonín Dvořák: Armida, Roger, Národní divadlo, režie Ferdinand Pujman
- 1942 Ruggiero Leoncavallo: Komedianti, První venkovan, Prozatímní divadlo, režie Miloslav Jeník
- 1948 Georges Bizet: Carmen, Remendado, Velká opera 5. května, režie Václav Kašlík
- 1948 Leoš Janáček: Výlety páně Broučkovy, Vojta od Pávů, Duhoslav, Velká opera 5. května, režie Jiří Fiedler
- 1950 Jaroslav Kvapil: Pohádka máje, Druhý student, Národní divadlo, režie Václav Kašlík
- 1951 Stanislaw Moniuszko: Halka, Horal, Smetanovo divadlo, režie Jerzy Merunowicz
- 1955 Antonín Dvořák: Rusalka, Hajný, Armádní opera ve Smetanově divadle, režie Jiří Fiedler
- 1959 Bedřich Smetana: Prodaná nevěsta, Principál komendiantů, Skočnou tančí (j.h.), Smetanovo divadlo, režie Václav Kašlík

## Filmografie (výběr)
- 1947 Polibek ze stadionu, role: Kubiš, režie Martin Frič
- 1947 Parohy, šantánový zpěvák Pink, režie František Sádek a Alfréd Radok
- 1948 Červená ještěrka, inspicient Filip, režie František Sádek
- 1948 Daleká cesta, vězeň, režie Alfréd Radok
- 1952 Pyšná princezna, rádce a ceremoniář, režie Bořivoj Zeman
- 1952 Divotvorný klobouk, komediant, režie Alfréd Radok
- 1955 Hudba z Marsu, bubeník Kalousek, režie Ján Kadár a Elmar Klos
- 1959 Dařbuján a Pandrhola, doktor, režie Martin Frič
- 1964 Čintamani a podvodník, muž ve hospodě, cestující ve vlaku, režie Jiří Krejčík
- 1968 Šíleně smutná princezna, ceremoniář Kokoška, režie Bořivoj Zeman
- 1968 Kulhavý ďábel, hasič, režie Juraj Herz
- 1969 Zabil jsem Einsteina, pánové, policista, režie Oldřich Lipský
- 1971 Ženy v ofsajdu, fotbalový fanda, režie Bořivoj Zeman